# Consumo interno de materiales

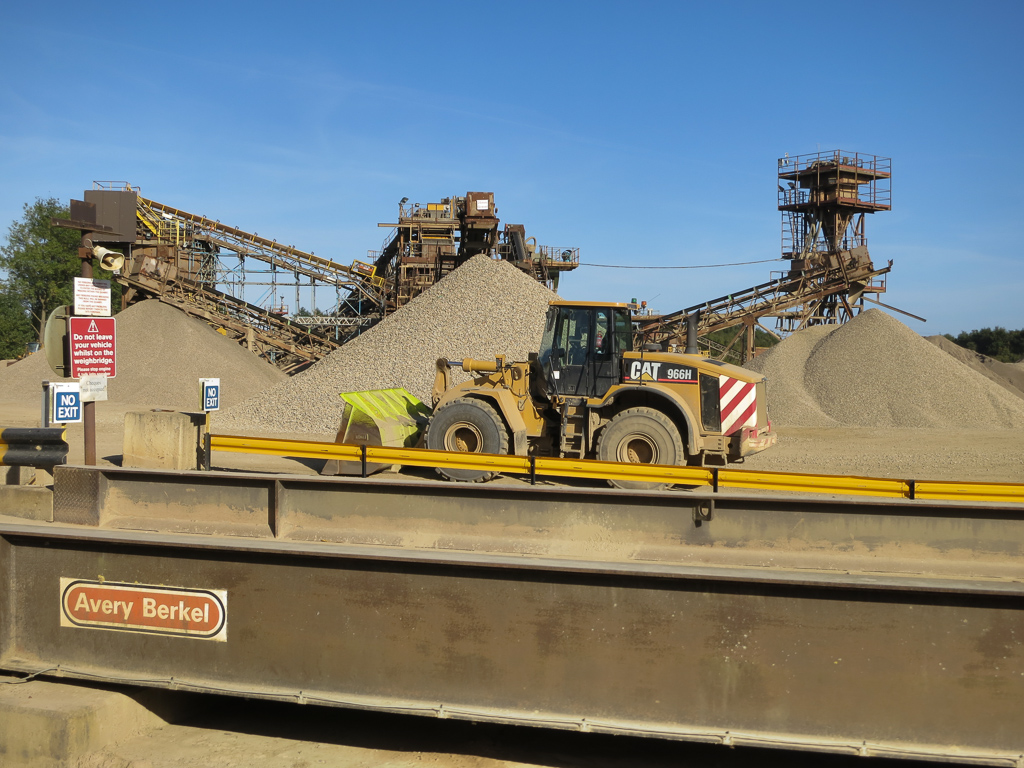
Extracción de gravaː la grava que un país extrae de sus canteras en un año, y no exporta, se suma a su consumo interno de materiales ese año

El consumo interno de materiales (que se suele abreviar por las siglas DMC, de domestic material consumption) es la cantidad total de materiales utilizados directamente por una economía. Se define como la cantidad anual de materias primas extraídas del territorio nacional, más todos los materiales importados, menos todos los materiales exportados. Los datos se refieren a metales, minerales no metálicos (minerales de construcción e industriales), biomasa (madera, alimentos) y yacimientos de combustibles fósiles.
El consumo interno de materiales es un indicador publicado por Eurostat, el organismo estadístico de la Unión Europea (UE).
El consumo interno de materiales per cápita es el primero de los 11 indicadores clave seleccionados por el Ministerio de Transición Ecológica de Francia para el seguimiento de la economía circular.
Para dar una idea del orden de magnitud de este concepto, el consumo interno de materiales de la UE fue en 2022 de 14,5 toneladas per cápita.